# ビギネリ反応
ビギネリ反応（ビギネリはんのう、Biginelli reaction）とは有機化学における人名反応のひとつで、アセト酢酸エチル 1 などの活性メチレン化合物、ベンズアルデヒド 2 などの芳香族アルデヒド、そして尿素 3 が酸の存在下に下式のように縮合して 3,4-ジヒドロピリミジン-2(1H)-オン 4 に変わる環化反応のこと。イタリアの化学者、ピエトロ・ビギネリによって1891年に報告された。
ビギネリ反応はブロンステッド酸や BF3 のようなルイス酸が触媒となる。
1997年に Keppe らが報告した反応機構によれば、まずアルデヒド 1 と尿素 2 からヘミアミナール 3 が生じる律速段階から始まり、酸触媒により脱水して生じるイミニウム中間体 4 へアセト酢酸エステル 5 が求核付加、最後に脱水縮合で環化してジヒドロピリミジノン環 7 が生成する。
Atwalらが報告した改良法の中では、基質として2-アルキリデン-1,3-ジオンと保護を施された尿素を用い、収率に改善をみた。